# Fútbol en los Juegos Panarábicos
Los Juegos Panarábicos son un evento regional multideportivo celebrado entre naciones del mundo árabe. Un torneo de fútbol masculino se ha celebrado en cada edición de los Juegos desde 1953.

## Palmarés
| Año   | Sede       | · Campeón                     | Final Resultado               | · Subcampeón                  | · Tercer lugar                | Resultado                     | Cuarto lugar                  |
| ----- | ---------- | ----------------------------- | ----------------------------- | ----------------------------- | ----------------------------- | ----------------------------- | ----------------------------- |
| 1953  | Alejandría | Egipto                        | 4:0                           | Siria                         | Libia                         | 3:2                           | Jordania                      |
| 1957  | Beirut     | Siria                         | 3:1                           | Túnez                         | Líbano                        | w-o                           | Marruecos                     |
| 1961  | Casablanca | Marruecos                     | liga                          | República Árabe Unida         | Libia                         | liga                          | Líbano                        |
| 1965  | El Cairo   | República Árabe Unida         | 2:0                           | Sudán                         | Libia                         | 4:2                           | Palestina                     |
| 1976  | Damasco    | Marruecos                     | liga                          | Arabia Saudita                | Siria                         | liga                          | Yemen del Sur                 |
| 1985  | Rabat      | Irak                          | 1:0                           | Marruecos                     | Argelia                       | w-o                           | Arabia Saudita                |
| 19921 | Damasco    | Egipto                        | 3:2                           | Arabia Saudita                | Kuwait                        | 2:1                           | Siria                         |
| 1997  | Beirut     | Jordania                      | 1:0                           | Siria                         | Líbano                        | 3:1                           | Kuwait                        |
| 1999  | Amán       | Jordania                      | 4:4 (3:1 pen.)                | Irak                          | y Libia y Palestina           | y Libia y Palestina           | y Libia y Palestina           |
| 2004  | Argel      | Torneo de fútbol no realizado | Torneo de fútbol no realizado | Torneo de fútbol no realizado | Torneo de fútbol no realizado | Torneo de fútbol no realizado | Torneo de fútbol no realizado |
| 2007  | El Cairo   | Egipto                        | liga                          | Libia                         | Arabia Saudita                | liga                          | Emiratos Árabes               |
| 2011  | Doha       | Baréin                        | 1:0                           | Jordania                      | Kuwait                        | 3:0 (e.t.)                    | Palestina                     |
| 20232 | Argelia    | Arabia Saudita                | 1:1 (5:4 pen.)                | Siria                         | Sudán                         | 2:2 (4:2 pen.)                | Argelia                       |

1. La edición de 1992 fue organizada como parte de los Juegos Panarábicos, y también como parte de la Copa de Naciones Árabe.  2. La edición de 2023 fue organizada en 5 ciudades (Argel, Orán, Constantina, Annaba y Tipasa). 

## Títulos por país
| País           | Oro | Plata | Bronce | Total |
| -------------- | --- | ----- | ------ | ----- |
| Egipto         | 4   | 1     | 0      | 5     |
| Jordania       | 2   | 1     | 0      | 3     |
| Marruecos      | 2   | 1     | 0      | 3     |
| Siria          | 1   | 3     | 1      | 5     |
| Arabia Saudita | 1   | 2     | 1      | 4     |
| Irak           | 1   | 1     | 0      | 2     |
| Baréin         | 1   | 0     | 0      | 1     |
| Libia          | 0   | 1     | 4      | 5     |
| Sudán          | 0   | 1     | 1      | 2     |
| Túnez          | 0   | 1     | 0      | 1     |
| Kuwait         | 0   | 0     | 2      | 2     |
| Líbano         | 0   | 0     | 2      | 2     |
| Argelia        | 0   | 0     | 1      | 1     |
| Palestina      | 0   | 0     | 1      | 1     |